# Barqueiros (Mesão Frio)
Barqueiros é uma povoação portuguesa sede da Freguesia de Barqueiros do Município de Mesão Frio, freguesia com 4,76 km² de área e 537 habitantes (censo de 2021), tendo, por isso, uma densidade populacional de 112,8 hab./km².
Barqueiros foi vila e sede de concelho entre 1123 e 1836. Este era constituído apenas pela freguesia da sede e tinha, em 1801, 1378 habitantes.
É a terra natal do escritor Domingos Monteiro, uma das personalidades mais vincadamente caracterizadas da literatura portuguesa contemporânea.

## Demografia
A população registada nos censos foi:
| Distribuição da População por Grupos Etários | Distribuição da População por Grupos Etários | Distribuição da População por Grupos Etários | Distribuição da População por Grupos Etários | Distribuição da População por Grupos Etários |
| -------------------------------------------- | -------------------------------------------- | -------------------------------------------- | -------------------------------------------- | -------------------------------------------- |
| Ano                                          | 0-14 Anos                                    | 15-24 Anos                                   | 25-64 Anos                                   | > 65 Anos                                    |
| 2001                                         | 153                                          | 147                                          | 397                                          | 147                                          |
| 2011                                         | 97                                           | 88                                           | 387                                          | 129                                          |
| 2021                                         | 44                                           | 63                                           | 271                                          | 159                                          |

## Património
- Igreja de Barqueiros;
- Capela da Senhora da Conceição;
- Marco granítico n.º 5 - situado na Quinta do Piar;
- Marco granítico n.º 6 - situado na Quinta do Piar;
- Marco granítico n.º 7 - situado na Quinta da Manuela;
- Marco granítico n.º 8 - situado na Quinta da Ferreira de Baixo.

## Transportes

### Comboio
- Linha do Douro, com ligação à Região Demarcada do Douro e ao Porto e ao resto do país.

## Pontos de interesse
- Esta freguesia tem uma vista privilegiada sobre o rio Douro.